# Loxoconcha tubmani
Loxoconcha tubmani is een mosselkreeftjessoort uit de familie van de Loxoconchidae. De wetenschappelijke naam van de soort is voor het eerst geldig gepubliceerd in 1980 door Swanson.